# Albert de Schleswig-Holstein
Albert de Schleswig-Holstein (en allemand : Albrecht von Schleswig-Holstein), né le 26 février 1869 à Frogmore House (Windsor) et mort le 27 avril 1931 à Berlin, est duc titulaire de Schleswig-Holstein, chef de la Maison d'Oldenbourg, duc d'Augustenbourg de 1921 à 1931.

## Biographie
Fils de Christian de Schleswig-Holstein et d'Helena du Royaume-Uni, Albert de Schleswig-Holstein est destiné à une carrière militaire. 
Alors que son frère aîné, Christian-Victor de Schleswig-Holstein (1867-1900), sert dans l'armée britannique, Albert de Schleswig-Holstein sert dans l'armée prussienne, où il atteint le grade de lieutenant-colonel au 3e régiment d'uhlans (pl). 
Lors de la Première Guerre mondiale, l'empereur Guillaume II d'Allemagne, son cousin utérin, le dispense du service armé contre les Britanniques et il est affecté au service du gouverneur de Berlin.